# De Hoop (Heinkenszand)
De Hoop is de naam van een voormalige windmolen te Heinkenszand, gelegen aan Vijverstraat 6a.
Het betrof een zeer hoge ronde stenen molen van het type stellingmolen, en deze fungeerde als korenmolen.

## Geschiedenis
Deze molen werd gebouwd in 1850 en functioneerde op windkracht tot 1947. Daarna werd overgegaan op een elektromotor. In 1960 werden de stelling en de staart verwijderd, en in 1970 werd ook het wiekenkruis gesloopt. In 1982 werd ook de kap verwijderd. De koningsspil is nog aanwezig.
In 2001 werd de molen omgebouwd tot woning en de buitenkant van de romp werd geheel gerestaureerd.
De molenromp werd in 1972 geklasseerd als rijksmonument onder nummer 9984.